# Епархия Арундела и Брайтона
Епархия Арундела и Брайтона — римско-католический диоцез с центром в городе Арундел графства Западный Суссекс в Англии. Диоцез основан 28 мая 1965 года, отделившись от архидиоцеза Саутуарка. Диоцез входит в Провинцию Саутуарка.   
Площадь диоцеза составляет 4,997 км² и включает графства: Западный Суссекс, Восточный Суссекс и Суррей. Диоцез насчитывает 13 деканатов. Кафедральный собор — Собор Пресвятой Девы Марии и Святого Филиппа Говарда на Parsons Hill Street в Арунделе. 
В настоящий момент пост епископа Арундела и Брайтона, с 21 марта 2015 года, занимает Чарльз Филипп Ричард Мот, бывший военный ординарий Великобритании.

## Епископы Арундела и Брайтона
- Дэвид Джон Кашман † (14 июня 1965 — 14 марта 1971, до смерти);
- Майкл Джон Боуэн (14 марта 1971 — 28 марта 1977 — назначен архиепископом Саутуарка);
- Кормак Мёрфи-О’Коннор † (17 ноября 1977 — 15 февраля 2000 — назначен архиепископом Вестминстера);
- Киран Томас Конри (8 мая 2001 — 4 октября 2014, в отставке);
  - Питер Смит (4 октября 2014 — 21 марта 2015 — апостольский администратор);
- Чарльз Филипп Ричард Мот (21 марта 2015 — по настоящее время).